# Cele mai vechi roci datate

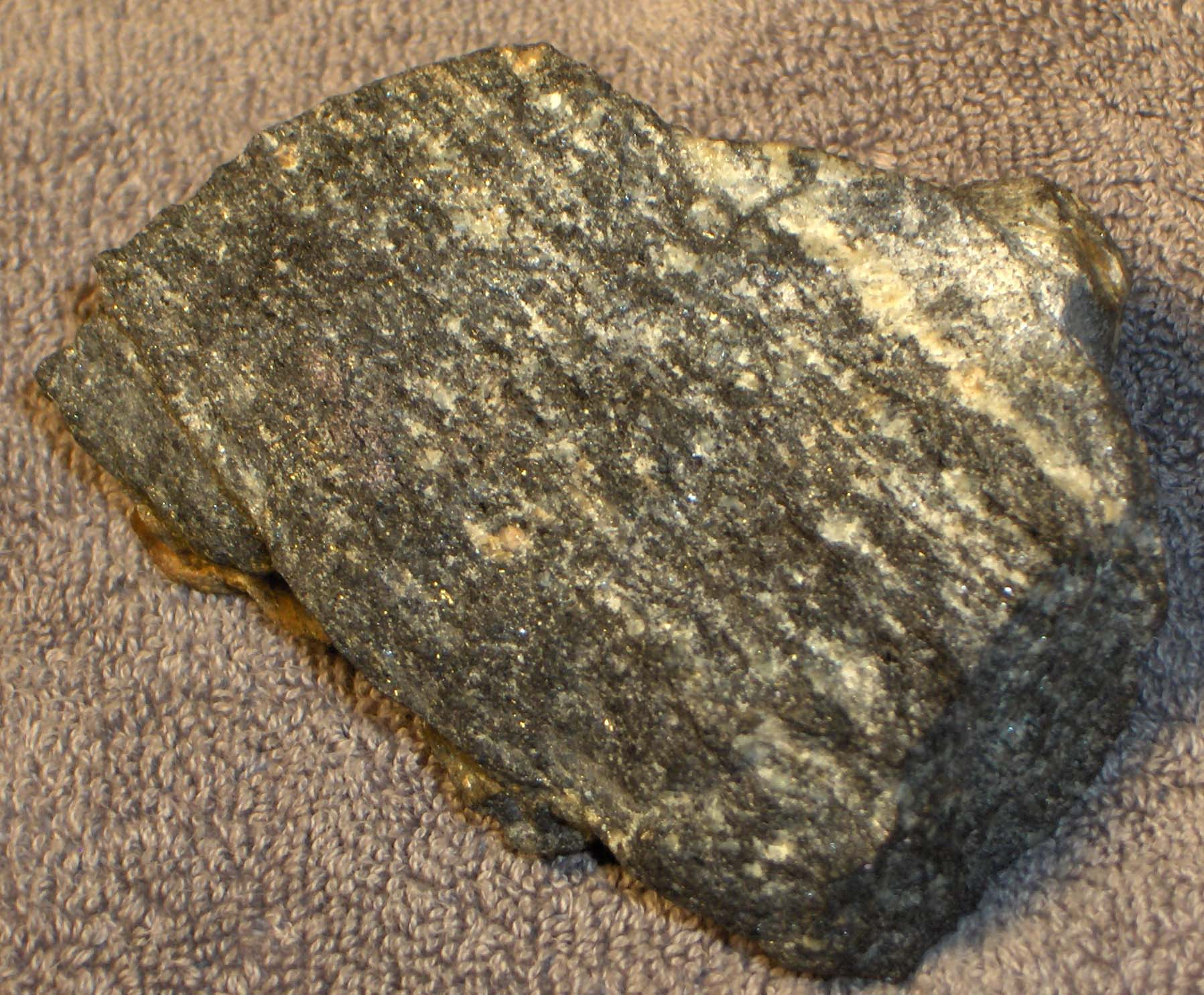
Un eșantion de gneis de pe locul celor mai vechi roci datate de pe Pământ (zona râului Acasta din Canada). Acest eșantion a fost datat la 4.03 miliarde de ani.

Cele mai vechi roci datate de pe Pământ, ca un agregat de minerale care nu au fost ulterior descompuse de eroziune sau topite, au o vechime de peste 4 miliarde de ani, formate în timpul istoriei geologice a Pământului și a Eonului Hadean. Astfel de roci sunt expuse pe suprafața Pământului în foarte puține locuri. Unele dintre cele mai vechi roci de suprafață pot fi găsite în scutul canadian, Australia, Africa și în alte câteva regiuni vechi din întreaga lume. Vârstele acestor roci felsice sunt în general între 2,5 și 3,8 miliarde de ani. Vârstele aproximative au o marjă de eroare de milioane de ani. În 1999, cea mai veche rocă cunoscută de pe Pământ a fost datată la 4.031 ± 0.003 miliarde de ani și face parte din Gnais Acasta a cratonului Sclavilor din nord-vestul Canadei. Cercetătorii de la Universitatea McGill au găsit o rocă cu o vârstă model foarte veche pentru extragerea din manta (acum 3,8 până la 4,28 miliarde de ani) în centura de piatră verde Nuvvuagittuq de pe coasta Golful Hudson, în nordul Quebecului; adevărata vârstă a acestor eșantioane sunt încă în dezbatere și pot fi de fapt mai apropiate de 3,8 miliarde de ani. Mai vechi decât aceste roci sunt cristale de zircon mineral, care pot supraviețui dezagregării rocii părinte și pot fi găsite și datate în formațiuni de roci mai tinere.
În ianuarie 2019, oamenii de știință NASA au raportat descoperirea celei mai vechi roci de pe Pământ cunoscute - pe Lună. Astronauți Apollo 14 au adus mai multe roci de pe Lună și, mai târziu, oamenii de știință au stabilit că un fragment din roca supranumită Big Bertha conținea „un pic de Pământ de acum aproximativ 4 miliarde de ani”. Fragmentul de rocă conținea cuarț, feldspat și zircon, toate comune pe Pământ, dar extrem de neobișnuite pe Lună. În ianuarie 2020, astronomii au raportat că cele mai vechi materiale de pe Pământ găsite până acum sunt particule de meteorit Murchison care au fost determinate să aibă 7 miliarde de ani, cu miliarde de ani mai vechi decât vârsta de 4,54 miliarde de ani a Pământului.

## Legături externe
- Very old Australian zircons with a story to tell Arhivat în 27 iunie 2009, la Wayback Machine.
- On the Acasta Gneiss
- Abstract and full text of the results from O'Neil's research, published by Science